# Бирарелли, Эмануэле
Эмануэле Бирарелли (итал. Emanuele Birarelli; род. 8 февраля 1981) ― итальянский волейболист, игрок итальянской мужской сборной по волейболу и итальянского клуба Перуджа, бронзовый призёр Олимпийских игр 2012 года в Лондоне, участник Олимпийских игр в Пекине в 2008 году, Мировой лиги (2013, 2014) и серебряный призёр Чемпионата Европы (2011, 2013).

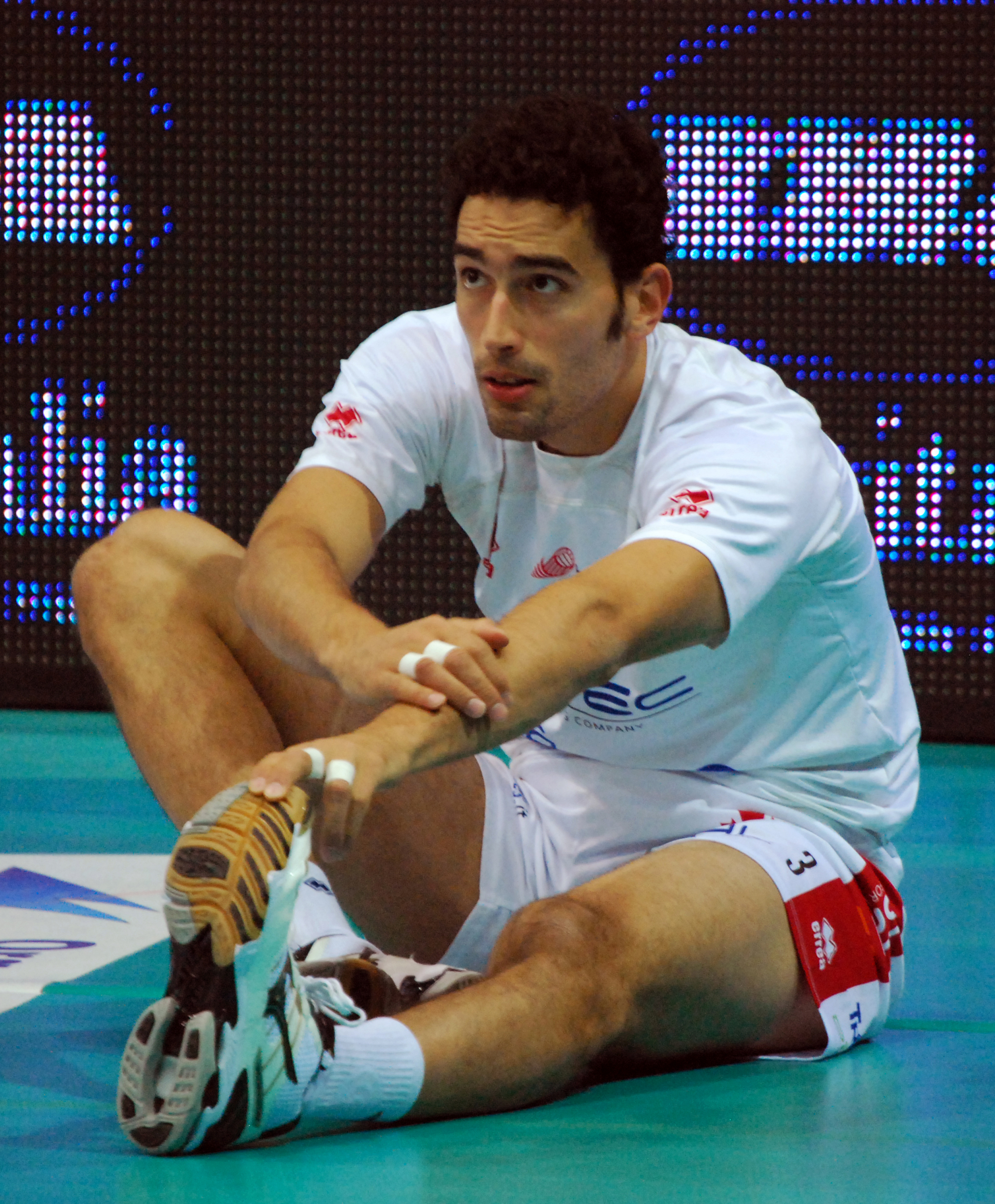
Эмануэле Бирарелли во время матча с Копра Элиор Пьяченца 2 октября 2011 года.

## Карьера
Эмануэле Бирарелли родился в Сенигаллии. Дебютировал в Итальянском чемпионате в 1998 году в составе клуба Паллаволо Фальконара. В нём он оставался до 2003 года, когда он был диагностирован с ишемией руки, что заставила его уйти из спорта на два года.
Он вернулся в волейбол в 2005 году, сначала в команду Пинето, потом ― Верону, а с 2007 года начал играть в клубе Трентино, в составе которой выиграл титул чемпиона Италии в 2008 году. В том же году он дебютировал в итальянской сборной. В 2009 году стал победителем Лиги Чемпионов ЕКВ, также выступая за Трентино. То же самое достижение он повторил и в следующем году.
В 2015 году он покинул Трентино после восьми сезонов игры и перешёл в другой итальянский клуб, Перуджа.

## Спортивные достижения

### Лига чемпионов ЕКВ
- 2008/2009 ― в составе клуба Трентино
- 2009/2010 ― в составе клуба Трентино
- 2010/2011 ― в составе клуба Трентино
- 2011/2012 ― в составе клуба Трентино

### Чемпионат мира по волейболу среди клубных команд
- Катар 2009 ― в составе клуба Трентино
- Катар 2010 ― в составе клуба Трентино
- Катар 2011 ― в составе клуба Трентино
- Катар-2012 ― в составе клуба Трентино

### Национальный чемпионат
- 2007/2008  Итальянский чемпионат ― в составе клуба Трентино
- 2008/2009  Итальянский чемпионат ― в составе клуба Трентино
- 2009/2010  Кубок итальянской Серии А ― в составе клуба Трентино
- 2009/2010  Итальянский чемпионат ― в составе клуба Трентино
- 2010/2011  Итальянский чемпионат ― в составе клуба Трентино
- 2011/2012  Кубок итальянской Серии А ― в составе клуба Трентино
- 2011/2012  Итальянский чемпионат ― в составе клуба Трентино
- 2012/2013  Кубок итальянской Серии А ― в составе клуба Трентино
- 2012/2013  Итальянский чемпионат ― в составе клуба Трентино
- 2014/2015  Итальянский чемпионат ― в составе клуба Трентино

### Сборная Италия
- 2011  Чемпионат Европы ЕКВ
- 2012  Олимпийские игры
- 2013  Мировая лига
- 2013  Чемпионат Европы ЕКВ
- 2014  Мировая лига

### Индивидуальные достижения
- 2012 Чемпионат мира по волейболу среди мужских клубных команд ― лучший блокирующий
- 2013 Мировая лига ― лучший средний блокирующий
- 2013 Чемпионат мира по волейболу среди мужских клубных команд ― лучший средний блокирующий
- 2013 Всемирный Кубок чемпионов ― лучший средний блокирующий